# Eikhaas
De eikhaas (Grifola frondosa) is een zwam uit de familie Meripilaceae.

## Uiterlijk
Uit een centrale steel die zich veelvuldig vertakt groeien waaier- of spatelvormige deelhoedjes van vier tot tien centimeter breed. De hoedjes zijn rimpelig en crèmekleurig tot grijsbruin. De buisjes zijn wittig. De poriën zijn wittig tot crèmekleurig.
De veel grotere reuzenzwam (Meripilus giganteus) vertoont overeenkomsten met de eikhaas. De hoeden zijn echter bruiner en hebben kleinere poriën. Bovendien verkleuren de buisjes bij kneuzing.

## Ecologie
Hij groeit meestal aan de voet van oude eiken (Quercus), maar zeldzamer ook op lindes (Tilia), kastanjes (Castanea) en Fagus en parasiteert op hun wortels. Het veroorzaakt witrot in het hout. In de regel verschijnt de schimmel meerdere jaren achter elkaar op dezelfde plek.

## Verspreiding
Het verspreidingsgebied van de eikhaas spons strekt zich uit van de subtropen tot de noordelijke gematigde zone. In Noord-Amerika is het verspreidingsgebied beperkt tot het noordoosten van de Verenigde Staten en Canada; individuele waarnemingen werden ook verder naar het westen gevonden. De meest westelijke aanbetaling is in Idaho. In Japan groeit de schimmel alleen van nature in het noordoosten van het land.

## Gebruik
In de traditionele Chinese geneeskunde werd de eikhaas toegepast onder de naam 'keisho'. De eikhaas wordt ook gegeten; in Azië, vooral in Japan, wordt hij voor dat doel massaal gekweekt. In Europa wordt de zwam door paddenstoelenliefhebbers in het wild geoogst.

## Onderzoek geneeskundige toepassingen
Omdat de zwam het immuunsysteem stimuleert is in laboratoria onderzocht of hij bij medische behandelingen ingezet zou kunnen worden.